# Nonia Celsa
Nonia Celsa (fl. III secolo) è stata una nobile romana, consorte dell'imperatore Macrino e madre del suo successore, Diadumeniano.

## Biografia
L'unica prova dell'esistenza di Nonia Celsa è una lettera scritta presumibilmente da Macrino alla moglie, quando divenne imperatore. La prima frase è la seguente: "Opellio Macrino a sua moglie Nonia Celsa. La fortuna che abbiamo raggiunto, mia cara moglie, è incalcolabile". La lettera si trova in una biografia di Diadumeniano, facente parte dell'opera detta Historia Augusta. Solitamente, però, nel libro questo tipo di "documentazione" era inventata. L'autore o gli autori dell'opera sono, infatti, noti per aver inventato molti nomi e personaggi. Senza ulteriori evidenze, l'esistenza di Nonia Celsa resta quindi molto dubbia.